# Agnieszka Rayzacher
Agnieszka Rayzacher (ur. 20 marca 1969 w Warszawie) – polska krytyczka sztuki i kuratorka wystaw, mentorka i promotorka polskich artystów.

## Życiorys
Ukończyła studia z historii sztuki (1989–1995) na UKSW oraz na Université Paris (1992–1993).
Swoją aktywność zawodową rozpoczynała jako dziennikarka, pisząc m.in. do „Newsweeka”, „Przekroju”, „Kresów”, „Exit”. Pod koniec lat 90. XX w. zdecydowała się na pracę na rzecz sztuki współczesnej, a jej pierwszą publikacją oraz wystawą były zrealizowane wraz z Katarzyną Świeżak Najgroźniejsze pędzle (Muzeum Rzeźby im. Xawerego Dunikowskiego / Krajowa Agencja Wydawnicza).
Jej zainteresowanie feminizmem w 2005 zaowocowało wystawą Dzień Matki w warszawskiej Galerii XX1.
Od przełomu 2005 i 2006 prowadzi w Warszawie założoną wraz z Zuzanną Janin galerię lokal_30 oraz Fundację Lokal Sztuki, która skupia się przede wszystkim na promocji sztuki, a także badaniu i prezentacji twórczości polskich artystek i artystów, w tym: Natalii LL, Ewy Zarzyckiej, Jolanty Marcolli, Marii Anto, Zuzanny Janin, Karoliny Breguły, Anny Orbaczewskiej, Jana Możdżyńskiego. Stoisko galerii lokal_30 prezentujące prace polskich artystów jest regularnie obecne na słynnych targach sztuki Frieze w Nowym Jorku.
Jest współzałożycielką (wraz z Agatą Jakubowską, Anką Leśniak i Magdaleną Ujmą) inicjatywy i grupy dyskusyjnej Seminarium Feministyczne poświęconej sztuce i feminizmowi, współpracuje z Festiwalem Konteksty w Sokołowsku.
Członkini Rady Programowej Warsaw Gallery Weekend.
Od 2019 jest członkinią Kobiecej Grupy Teatralnej przy Centrum Praw Kobiet w Warszawie.

## Wystawy
Kuratorka i współkuratorka licznych wystaw prezentowanych w polskich i zagranicznych instytucjach, w tym: We Would Like You To Know That We Are Not Them, Royal Scottish Academy, Edynburg (wraz z Zuzanną Janin i Michałem Suchorą) (2009), Warsaw Calling / MAK NITE, MAK, Austrian Museum of Applied Arts / Contemporary Art, Wiedeń (2009), I HAVE A DREAM, Muzeum Współczesne Wrocław i Center for Contemporary Art / National Museum of Thessaloniki (2012 i 2013), Escape from the „Liberty” Cinema, Galerie im Saalbau, Berlin (2016/17) Ewa Zarzycka: Nie jestem Zofią Rydet, Galeria Studio, Warszawa (2018) (wraz z Dorotą Jarecką).

## Publikacje
Redaktorka i współredaktorka oraz autorka tekstów do książek, m.in.: Natalia LL „Doing Gender” (2014); „Ewa Juszkiewicz. Upadek kusi” (2015); „Ewa Zarzycka. Lata świetności” (2016); „Zuzanna Janin. Biała kruk” (2016); „Karolina Breguła. Ja po rzeźbach nie płaczę” (2017); „Ucieczka z kina wolność” (2017); „Maria Anto” (2018). Autorka tekstu „Feminist Perspective in Polish Art” do katalogu wystawy Her Own Way w Tokyo Photographic Art Museum (2019).